# Metro de Viena

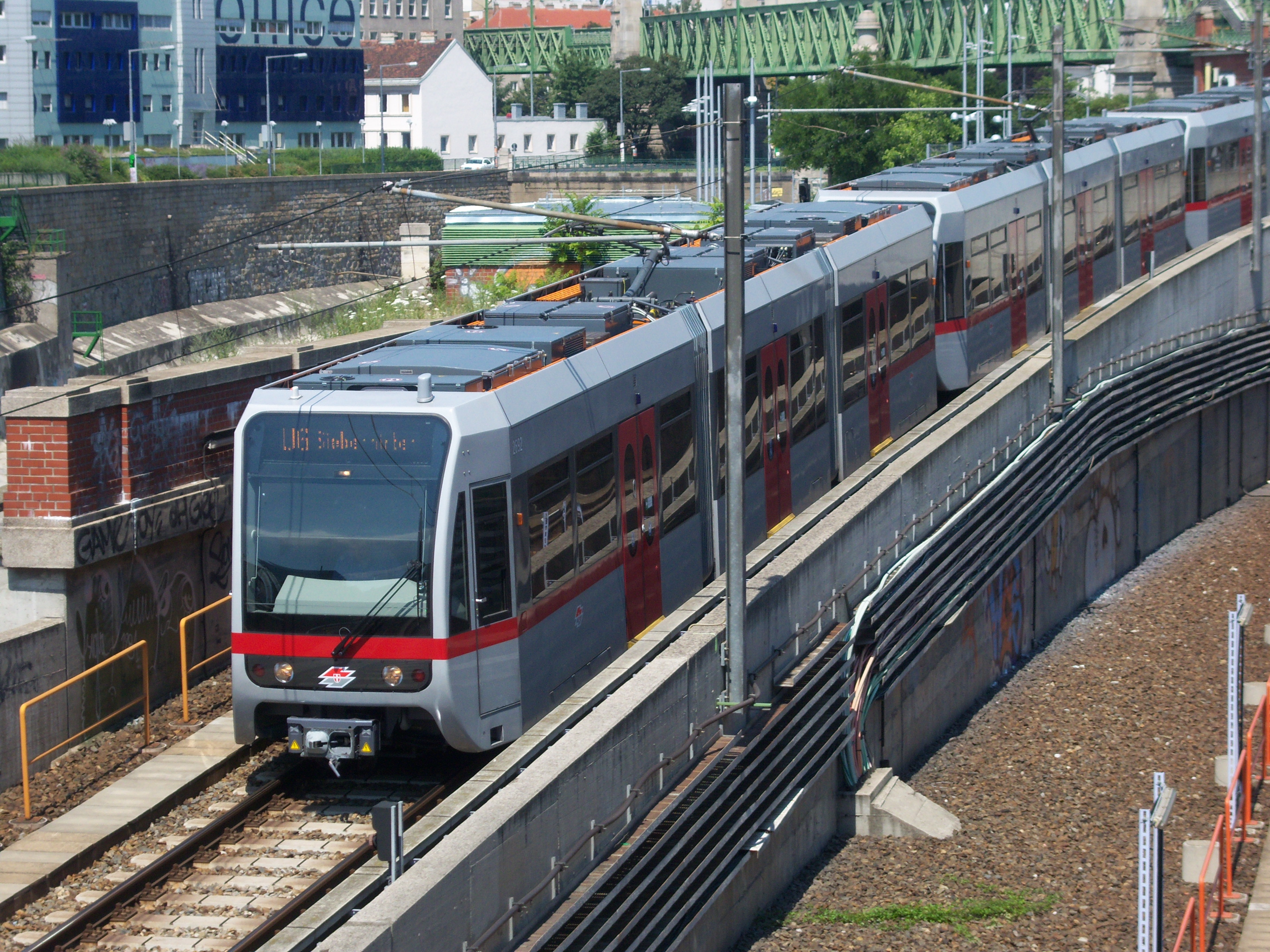
Tren de la línea U6 a su paso por la estación de Längenfeldgasse.

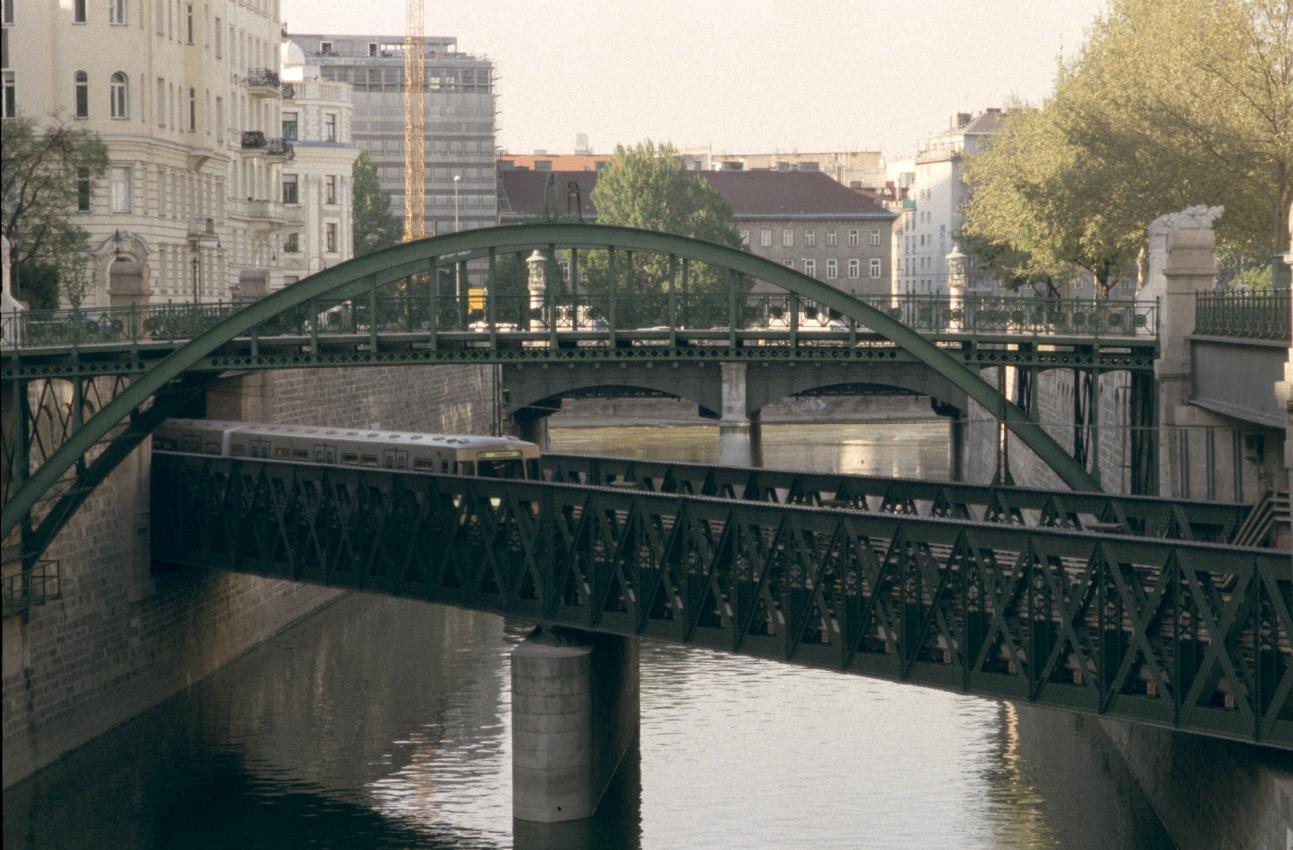
La línea U4 a su paso por el río Viena justo antes de su desembocadura en el canal del Danubio, entre la estación Landstraße y la estación Schwedenplatz.

El Metro de Viena (en alemán: 'U-Bahn Wien') es la red de ferrocarril metropolitano que da servicio a la ciudad austríaca de Viena y a su área metropolitana. Está gestionado por Wiener Linien (Wiener Linien GmbH & Co KG), una empresa pública perteneciente al Ayuntamiento de Viena, que gestiona también las líneas de tranvías y autobuses urbanos.

## Descripción
Consiste en cinco líneas, U1, U2, U3, U4 y U6, con una longitud total de 83,3 km. Funcionan, sobre todo, de manera subterránea, a excepción de algunos tramos como la sección central de la línea U6, que circula sobre el viaducto de la vieja línea de ferrocarril urbano (Wiener Stadtbahn). 
La red se interconecta con el sistema de ferrocarril local S-Bahn y regional R-Bahn, operados por la empresa nacional de ferrocarriles austriacos ÖBB. Todos los medios del transporte público en Viena, incluyendo los tranvías, autobuses y ferrocarriles, se pueden utilizar con el mismo boleto.
Las estaciones se nombran a menudo con nombres de calles o de áreas de la ciudad, y en algunos casos especiales con nombres de edificios prominentes cerca de la estación, aunque la política oficial de Wiener Linien indica que prefieren no nombrar estaciones con nombres de edificios. Las líneas no tienen nombre específico y se identifican con un número y el prefijo “U” (para U-Bahn). Además, a cada línea le corresponde un color.

## Historia
La primera sección del metro moderno se abrió el 8 de mayo de 1976, pero dos de las líneas (U4, U6) utilizan las vías de la antigua red de ferrocarril urbano, que se inauguró en 1898. 
También una parte de la U2 era antes parte de la USTRAB (un tranvía subterráneo). La línea U1 se inauguró en 1978 y era totalmente de nueva obra. Hubo un proyecto fallido de U2/U4 y, tras la inauguración de la línea U6, se inauguró en 1991 la línea U3. A partir del año 1992 no se han inaugurado nuevas líneas, pero sí se han prolongado todas las líneas excepto la U4. El proyecto de la línea U5, cuyo proyecto se dejó de lado dado que su construcción suponía un reto inasumible con las técnicas constructivas de entonces, se ha retomado recientemente, lo cual ha supuesto el cierre de la U2 entre Schotentor y Karlsplatz, puesto a que el tramo U2 entre Karlsplatz y Rathaus pasará a formar parte de la U5 mientras que la U2 tendrá una nueva prolongación. La U5 será automatizada en su totalidad.

## Líneas
| Línea | Terminales                 | Apertura | Longitud  | Estaciones |
| ----- | -------------------------- | -------- | --------- | ---------- |
|       | Oberlaa – Leopoldau        | 1978     | 19,200 km | 24         |
|       | Seestadt - Karlsplatz      | 1980     | 16,848 km | 20         |
|       | Ottakring – Simmering      | 1991     | 13,402 km | 21         |
|       | Hütteldorf – Heiligenstadt | 1976     | 16,361 km | 20         |
|       | Siebenhirten – Floridsdorf | 1989     | 17,347 km | 24         |